# Pittoniotis
Pittoniotis es un género con dos especies de plantas con flores perteneciente a la familia Rubiaceae.
Es nativo de México y centro y sur de América tropical.

## Especies
- Pittoniotis protracta (Bartl. ex DC.) Griseb. (1858).
- Pittoniotis trichantha Griseb. (1858).